# Barreal (Argentina)

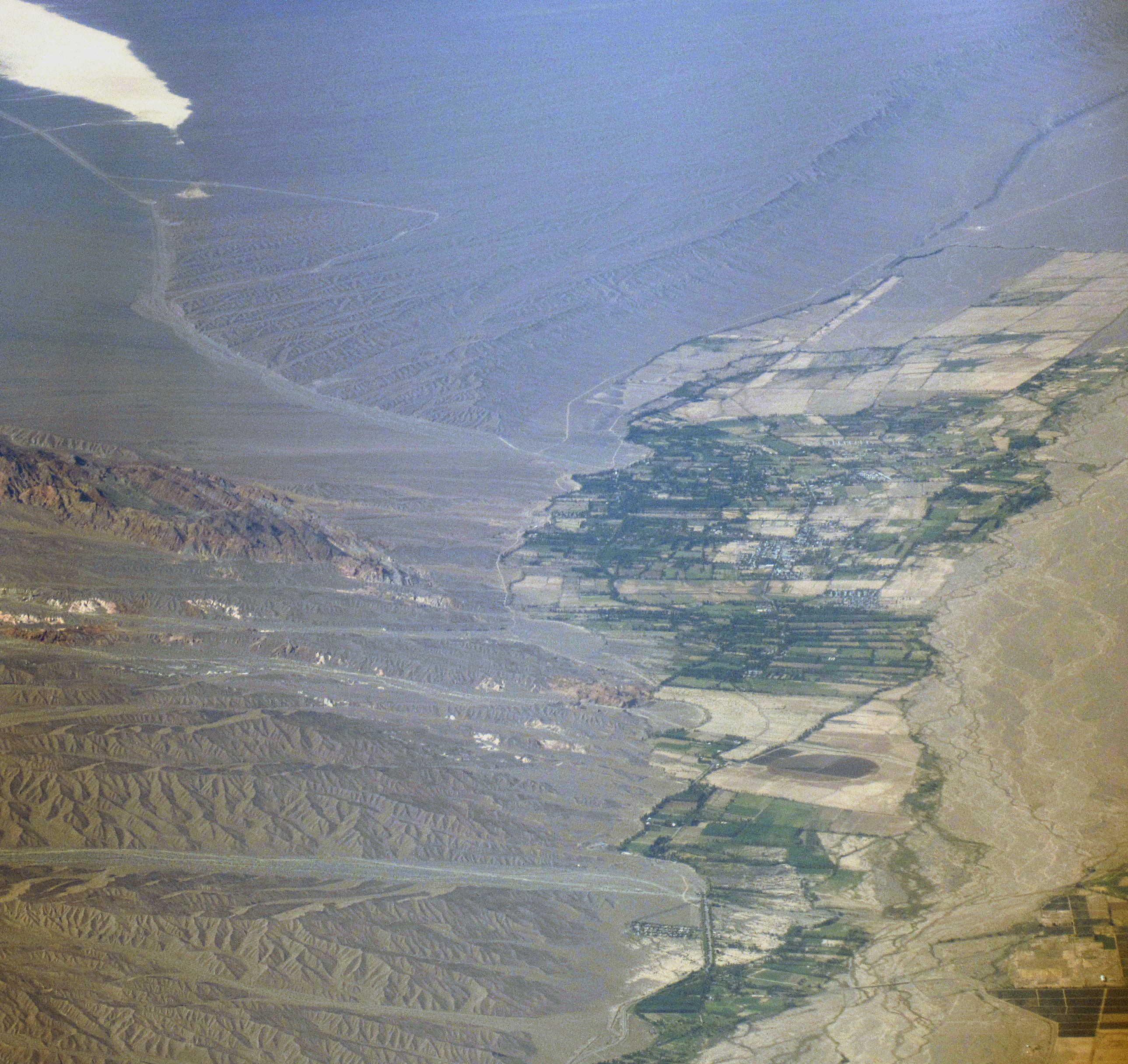
Barreal, el oasis del desierto cuyano

Barreal  es una localidad perteneciente al departamento Calingasta, ubicada en el extremo sur oeste de la provincia de San Juan en la región geográfica de Cuyo (Argentina).
Emplazada en la margen derecha del Río de los Patos, en Barreal predomina un paisaje tanto precordillerano como cordillerano, donde la vegetación natural es releativamente escasa. Es además reconocido por su confortable clima, la amabilidad de su gente, la pureza de su aire; sus frondosas alamedas y la belleza de su naturaleza hacen de esta localidad un verdadero paraíso andino, cada día más visitado por los turistas nacionales y extranjeros. Ha sido calificado por una guía de turismo de lengua inglesa como uno de los diez lugares más bellos de Argentina.

## Toponimia
El pueblo toma su nombre por la proximidad del "Barreal Blanco" o "Pampa del Leoncito", lecho seco de un antiquísimo lago que constituye una planicie de tierra arcillosa, sólida y cuarteada, de 18 km de largo por 6 km de ancho. En ella se practican deportes de aventura como paseos y carreras de carros a vela, es lugar obligado de visita, por lo extraño y sobrecogedor.

## Historia
De esa zona partió la columna del General José de San Martín en el cruce de los Andes para libertar Chile y Perú de la dominación realista, a principios del siglo XIX, expedición que en los últimos años, argentinos y visitantes extranjeros gustan recrear a caballo.

## Población
Cuenta con 2,382 habitantes (Indec, 2001). Forma un aglomerado urbano con la localidad de Villa Pituil, siendo la población total de 3,202 habitantes (Indec, 2001) y representando un marcado incremento del 83,8% frente a los 1,742 habitantes (Indec, 2001) del censo anterior.

## Geografía
Está situada entre la Cordillera de los Andes y la Precordillera de los Andes, en el valle longitudinal de Calingasta. El espacio urbanizado se halla entre la Cordillera de los Andes en la margen izquierda del Río de los Patos. Se encuentra posicionada en extremo suroeste de la Provincia de San Juan, al oeste de la ciudad de San Juan, a 140 kilómetros aproximadamente, en la parte centro este del departamento Calingasta.

### Sismicidad
La sismicidad del área de Cuyo (centro oeste de Argentina) es frecuente y de intensidad baja, y un silencio sísmico de terremotos medios a graves cada 20 años en distintas áreas aleatorias.
Terremoto de Caucete 1977el 23 de noviembre de 1977, la región fue asolada por un terremoto y que dejó como saldo lamentable algunas víctimas, y un porcentaje importante de daños materiales en edificaciones.
Sismo de 1861aunque dicha actividad geológica ocurre desde épocas prehistóricas, el terremoto del 20 de marzo de 1861 señaló un hito importante dentro de la historia de eventos sísmicos argentinos ya que fue el más fuerte registrado y documentado en el país. A partir del mismo la política de los sucesivos gobiernos mendocinos y municipales han ido extremando cuidados y restringiendo los códigos de construcción. Y con el terremoto de San Juan de 1944 del 15 de enero de 1944 (81 años) el gobierno sanjuanino tomó estado de la enorme gravedad sísmica de la región.
El Día de la Defensa Civil fue asignado por un decreto recordando el sismo que destruyó la ciudad de Caucete el 23 de noviembre de 1977, con más de 40.000 víctimas sin hogar. No quedaron registros de fallas en tierra, y lo más notable efecto del terremoto fue la extensa área de licuefacción (posiblemente miles de km²).
El efecto más dramático de la licuefacción se observó en la ciudad, a 70 km del epicentro: se vieron grandes cantidades de arena en las fisuras de hasta 1 m de ancho y más de 2 m de profundidad. En algunas de las casas sobre esas fisuras, el terreno quedó cubierto de más de 1 dm de arena.

### Clima
Es templado y seco. En verano las temperaturas son altas debido a la gran irradiación solar y la presencia de suelos arenosos y salinos que favorecen la absorción y las precipitaciones son escasas. En época de invierno se registran temperaturas muy bajas con fuertes heladas. Con frecuencia sopla viento cálido del norte y viento Zonda.
Temp. Media anual: 17.6 °C
Temp. Máxima absoluta 38 °C
Temp. Mínima absoluta -10 °C
- Precipitaciones: 120 mm por año

- Heliofanía y diafanidad: Barreal es una zona privilegiada por estos aspectos con un promedio de 300 noches despejadas durante el año y la casi inexistente nubosidad, en lo que se convierte en una zona de inmejorables características para la observación de estrellas y el disfrute al aire libre.

- Vientos: este factor climático presente en abundancia desde octubre a marzo, es un componente importante de la oferta deportiva de Vela de Barreal, ya que sin ellos sería imposible la práctica de los deportes impulsados por viento. Los principales son:

Conchabado: este es el que precede al famoso viento "ZONDA" (que atraviesa la quebrada del Zonda), este viento como su nombre lo indica es un "conchabo" o contrato, ya que corre generalmente desde las 14 a las 18 durante la temporada de vientos.
Sur: es un viento más esporádico y de características frías, como su nombre lo indica proviene desde el Sur y llena el valle refrescando las tardes.

### Flora y fauna
Flora, dentro de las áreas fitogeográficas de Monte, Puna y Altoandina que encontramos representadas en Barreal y sus áreas de influencia se pueden desatacar las principales especies vegetales que mejor representan a cada una:
Monte: retamo, jarilla, tamarindo y aguaribay
Puna: coirones; stipas y gramíneas.
Altoandina: escarapelas y talguana
Flora Introducida: dentro de las especies introducidas se encuentran las especies cultivadas en las áreas pobladas: álamos y sauces en su gran mayoría, que son los que más le dan vida a esta zona semidesértica.
Fauna: la fauna autóctona de esta zona incluye:
Camélidos: guanacos
Felinos: gatos del pajonal y pumas
Cánidos: zorros colorados y grises.
Aves: suris cordilleranos, cóndores, águilas moras, aguiluchos
Reptiles: yarará ñata, culebra, lagartos y matuastos.
Fauna introducida: asnos en estado salvaje, truchas arco iris y marrones, liebres de Castilla, ranas toro y avispas de alas de mosca.

### Hidrografía
La hidrografía es un punto importante para la localidad de Barreal, ya que sus tierras se encuentran bañadas por los principales ríos de la provincia, que con sus abundantes caudales e incalculables riquezas faunísticas los convierten en excelentes exponentes para la práctica del actividades Fluviales como el Balsismo, Dukye, el Kayakismo, etc., para la práctica de la pesca deportiva y la observación ornitológica. Los principales exponentes son: Río de los Patos y Río Blanco.

## Turismo
Zona de importantes ríos y bellas cadenas montañosas es la de Barreal, es el motivo por el cual se ha convertido en uno de los principales atractivos turísticos de San Juan. Aquí llegan visitantes de todo el país, destacándose Buenos Aires, Córdoba y Mendoza, y del resto del mundo especialmente de Europa.

### Atracciones naturales
- Parque Nacional El Leoncito, observatorios astronómicos y Barreal Blanco

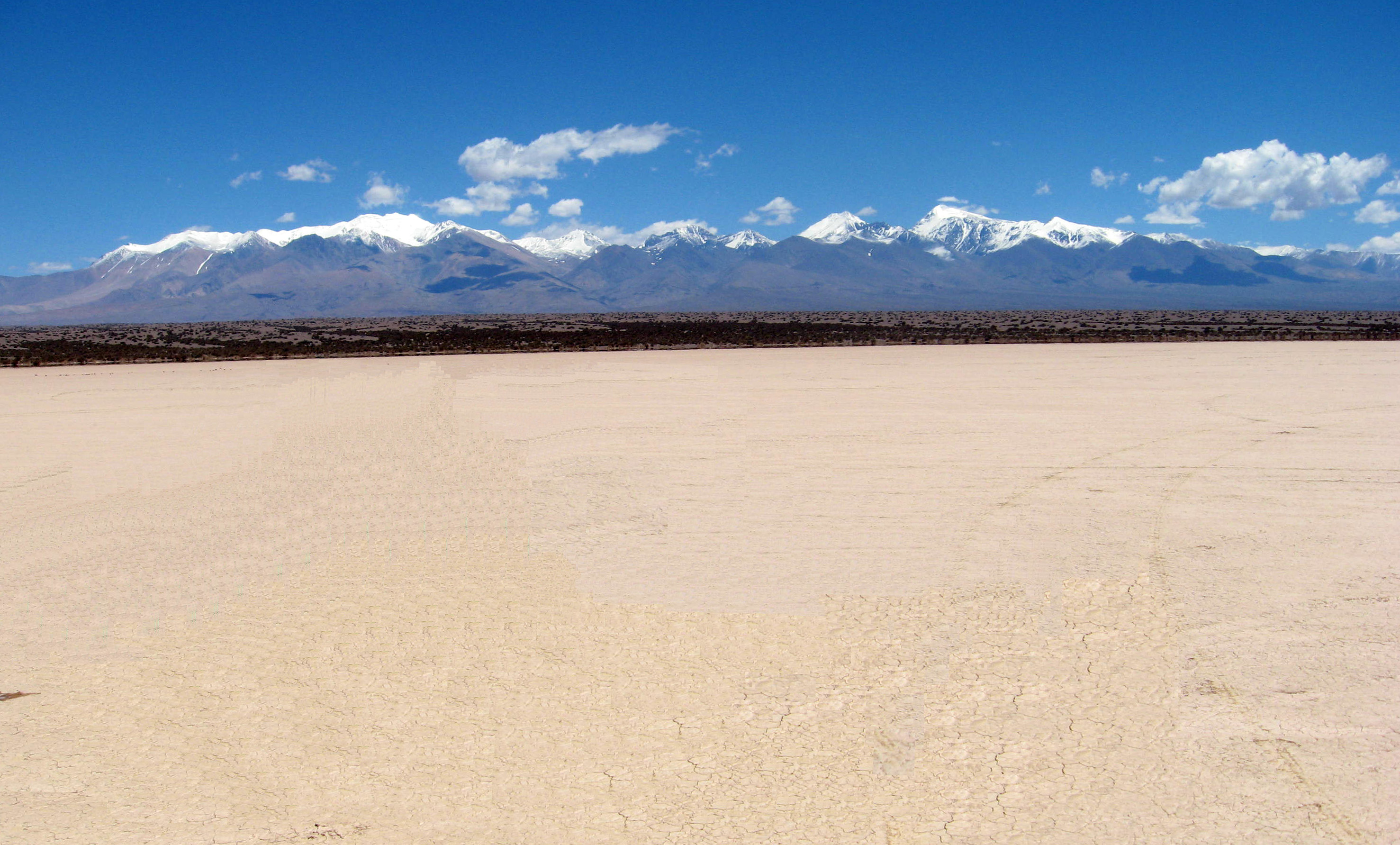
Barreal Blanco, al fondo la Cordillera de los Andes.

Muy cerca se emplaza el Parque Nacional "El Leoncito", dentro del cual se sitúan dos observatorios astronómicos. El más antiguo, dependiente de la Universidad Nacional de San Juan. El más moderno, el "CASLEO" (Complejo Astronómico El Leoncito), data de 1984, cuenta con un poderoso telescopio y depende del Consejo Nacional de Investigaciones Científicas y Técnicas (CONICET). Astrónomos de todo el mundo lo visitan para hacer observaciones e investigaciones. El lugar fue elegido para el emplazamiento de los observatorios dada la diafanía de su cielo y el clima, que permiten un promedio de 270 noches anuales de observación.
También cerca de El Leoncito, concretamente en el camino que lleva desde Barreal hasta el parque nacional, dentro de la llamada Pampa del Leoncito, se encuentra una peculiar extensión alargada de tierra arcillosa llamada Barreal Blanco.
- Cerro el Alcázar

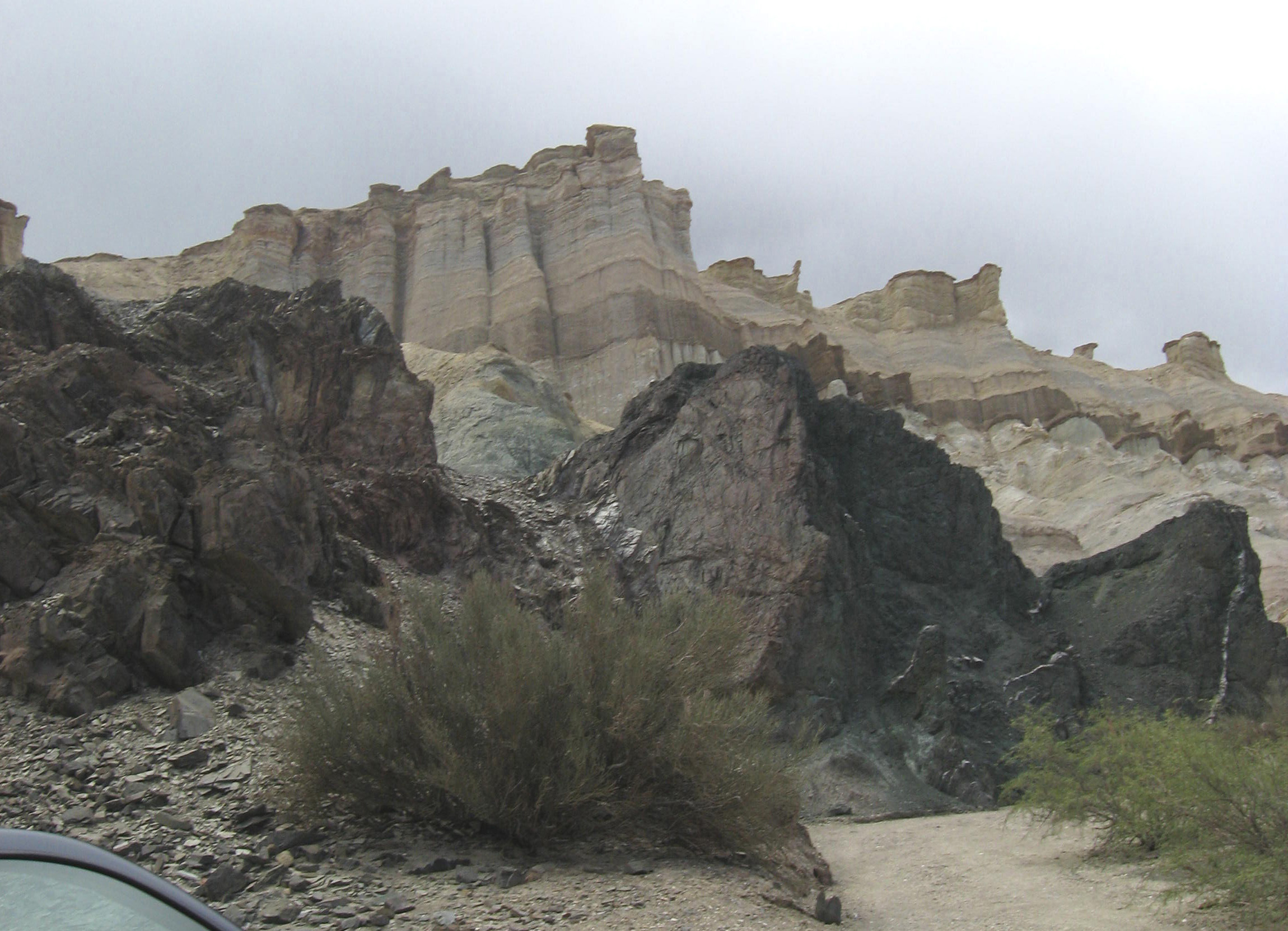
El Alcázar

Otro lugar para visitar, antes de llegar a Barreal, es el cerro "El Alcázar", una extraña formación rocosa, y un lugar especial al que se le atribuyen cualidades energizantes.
- Reserva los Morrillos

Cruzando el río Los Patos, se encuentra la Reserva "Los Morrillos", que depende de la Fundación Vida Silvestre. En ella se pueden observar petroglifos de la cultura de Ansilta, anterior a la invasión incaica.
- Cerro Mercedario

El "Centinela de Barreal" es el imponente cerro Mercedario, con 6770 metros.
- Cerros Colorados

Saliendo hacia el oeste de la localidad, adentrándose en la antigua finca los Arroyitos, zona hoy conocida como el cerro, se pueden encontrar antiguas pinturas rupestres grabadas en la roca por los pueblos nativos, así como restos de un cementerio de la época colonial.

### Monumentos religiosos
Como monumentos religiosos se destacan la presencia de dos iglesias una es la Iglesia de Jesús de la Buena Esperanza y la otra es la Iglesia de Nuestra Señora de las Nieves.
Otros atractivos
Culturalmente se destaca el museo Renzo Herrera, con artículos de la historia y prehistoria barrealina, cuidadosamente expuestos por su propietario. Gastronómicamente se pueden probar platos de la cocina criolla argentina, tales como la humita, la carbonada, las empanadas de carne y el típico asado criollo. Se desarrollan festividades en los meses de diciembre, enero y febrero, donde se realiza la Fiesta de los Valles Cordilleranos, con espectáculos folclóricos venidos de diversas partes de San Juan, así como del resto de Argentina.

## Servicios
En cuanto a alojamiento, se encuentra una amplia variedad de posadas, cabañas y hoteles de todo tipo, sus vías de acceso están pavimentadas, además hay escuelas públicas y existe un complejo privado de educación primaria, secundaria y terciaria dependiente de la Arquidiócesis de San Juan.
En referencia al deporte, se destaca el club de fútbol local Deportivo Barreal. En las zonas próximas a Barreal pueden también practicarse las más variadas actividades de aventura: senderismo, ciclismo, cabalgatas, pesca deportiva, mountain bike, balsismo y andinismo. En el Barreal Blanco se practica windcar o carrovelismo .
Durante la época estival, además del acceso a algunas piscinas, y sobre todo al cercano cauce del río San Juan, se organizan las cuadreras, pintorescas carreras de caballos en las que participan propietarios de varias localidades vecinas.